# 汇士路站
汇士路站位于中华人民共和国浙江省宁波市海曙区集士港镇汇士路与集旺路交叉口，是宁波轨道交通6号线的地铁车站。车站计划于2027年启用。

## 车站形制
汇士路站位于海曙区集士港镇汇士路、集旺路口。车站沿汇士路东西向设置，为地下二层双岛四线车站，长416.7米，宽38.3米，总建筑面积为32492平方米。车站规划为越行站。

## 出口
汇士路站设置3个出入口。